# Джон Джонс
Джо́натан Двайт Джонс (англ. Jonathan Dwight Jones; нар. 19 липня 1987, Рочестер, Нью-Йорк, США) — американський спортсмен, спеціаліст зі змішаних бойових мистецтв; на вересень 2019 — абсолютний чемпіон UFC. Всеамериканський борець. Чемпіон США з греко-римської боротьби у напівважкій ваговій категорії за версією JUCO (2006 рік). Чемпіон світу зі змішаних бойових мистецтв у напівважкій ваговій категорії за версією UFC (з 2011 року). Наймолодший чемпіон в історії UFC. Рекордсмен за кількістю захистів титулу чемпіона у напівважкій вазі: 6 успішних захистів поспіль.
В межах UFC виступи Джонса відзначались такими преміями:
- «Бій вечора» (3 рази)
- «Нокаут вечора»
- «Підкорення вечора» (2 рази)

На щорічному нагородженні за досягнення у змішаних бойових мистецтвах видання «Fighters Only» відзначало Джонса такими преміями:
- 2010 — «Прорив року»
- 2011 — «Боєць року»

## Кар'єра в змішаних бойових мистецтвах
Кар'єру почав в квітні 2008 року виступами у нижчих бійцівських лігах. За чотири місяці здобув шість перемог (п'ять нокаутів, одне підкорення), після чого був підписаний в найбільшу у світі організацію зі змішаних єдиноборств — Абсолютний бійцівський чемпіонат (скор.англ. UFC). В змаганнях чемпіонату здобув шість перемог (де-факто сім — наприкінці одного бою був дискваліфікований за завдавання забороненого удару), з них чотири — достроково (два нокаути і два підкорення), отримав дві премії за високу техніку ведення бою («Нокаут вечора» і «Підкорення вечора»), після чого отримав право змагатися за титул чемпіона світу. На турнірі «UFC 128» в домінуючій манері переміг діючого чемпіона Маурісіу Руа, і став наймолодшим в історії змішаних єдиноборств чемпіоном світу. В тому ж році захистив титул у боях проти колишніх чемпіонів UFC Куінтона Джексона та Ліото Мачіди, яких здолав удушенням. Обидва поєдинки було відзначено премією «Бій вечора».
Навесні 2012 року Джон захистив титул чемпіона світу втретє, перемігши у бою проти Рашада Еванса. Наступним суперником Джонса мав стати досвідчений чемпіон Ден Хендерсон, але той отримав травму коліна напередодні турніру, і змушений був відмовитись від бою. Джонсу запропонували кілька варіантів заміни суперника, але він їх відкинув, через що адміністрація UFC змушена була скасувати проведення турніру. За таке рішення боєць був підданий критиці президентом UFC Даною Уайтом, а також пресою та вболівальниками. Невдовзі, Джонс погодився на проведення захисту титулу проти Вітора Белфорта але з перенесенням дати змагання. Бій відбувся наприкінці вересня 2012 року, і Вітор Белфорт став п'ятим поспіль в числі чемпіонів, яких здолав Джон Джонс.
Навесні 2013 року Джонс уп'яте захистив титул чемпіона, здолавши Чейла Соннена у першому раунді змагання. В бою Джонс отримав складну травму пальця ноги. Бій проти Соннена став п'ятим поспіль захистом титулу для Джонса, який цим досягненням зрівнявся із чемпіоном минулих років Тіто Ортісом. На турнірі «UFC 128», в Торонто, Джон Джонс захистив титул у рекордний шостий раз, вигравши за очками у шведського претендента Александера Ґустафссона. У цьому важкому бою Джонс вперше зазнав істотної шкоди: суперник завдав йому уп'ятеро більше ударів в голову, ніж зміг донести до цілі сам Джонс, він також був вперше за час кар'єри в UFC переведений у партер, і в цілому зазнав шкоди, що сумарно дорівнювала всім 19 проведеним до того боям. Втім, хід поєдинку був переломлений чемпіоном у четвертому раунді, після особливо вдалого удару ліктем з розвороту, що приголомшив Ґустафссона, і різко вплинув на його наступальну активність. Спортсмени були нагороджені премією «Бій вечора».
7 листопада 2016 стало відомо, що USADA дискваліфікувала Джона Джонса на 1 рік за вживання допінгу.

### Бійцівський стиль
Бійцівський стиль Джон Джонса характеризується поєднанням класичних технік боротьби (переважно греко-римська боротьба) зі східно-азійською ударною технікою (переважно муай-тай) та навичками греплінгу. Його манера ведення бою до певної міри унікальна, але характер навичок спортсмена, і техніки, які застосовує Джонс в бою, притаманні також й іншим бійцям, що тренуються під керівництвом Грега Джексона. Цей комплекс прийомів і технік ведення рукопашного бою відомий як ґайдодзюцу.
Джон Джонс має видатні антропометричні дані: при зрості 193 см він має винятково великий розмах рук — 215 см. Боєць вдало використовує анатомічну перевагу над опонентами, часто застосовуючи удари ліктями, передпліччями та кулаками, застосовуючи різну техніку і динаміку виконання ударів. З огляду на це, цікавими є такі технічні показники атлета:
- Кутова швидкість виконуваного з розвороту удару ліктем: 15,71 рад/сек чи 900°/сек. (більше швидкості обертання несучого гвинта ударного гелікоптера армії США «Апач»)
- Частота виконання спадного удару ліктем: 2 удари в секунду
- Дистанція удару рукою: 0,91 метри
- Дистанція удару рукою на скачку: 1,52 метри

Джонс — шульга, але б'ється у лівобічній стійці — стійці правши.

## Статистика в змішаних бойових мистецтвах
Джон Джонсон [Архівовано 14 червня 2021 у Wayback Machine.] — статистика на сайті sherdog.com
| Результат      | Противник                 | Спосіб                                | Раунд | Час  | Дата              | Місце                          | Подія                             | Примітки |
| -------------- | ------------------------- | ------------------------------------- | ----- | ---- | ----------------- | ------------------------------ | --------------------------------- | --- |
| Перемога       | Стіпе Міочич              |                                       | 3     | 4:29 | 16 листопада 2024 | Нью Йорк, Нью Йорк, США        | UFC 309 - Jones vs. Miocic        | |
|                |                           |                                       |       |      |                   |                                |                                   | |
| Перемога       | [[Сіріл Ган\| Сіріл Ган]] | Підкорення (удушення руками)          | 1     | 2:04 | 4 березня 2023    | Лас-Вегас, Невада, США         | UFC 285 — Jones vs. Gane          | Дебют у важкій вазі. Виграв вакантний титул чемпіона UFC у важкій вазі. Бій вечора.                                              |
| Перемога       | Домінік Рейес             | Рішення суддів (одностайне)           | 5     | 5:00 | 8 лютого 2020     | Х'юстон, Техас, США            | UFC 247 — Jones vs. Reyes         | Захистив титул чемпіона в напівважкій ваговій категорії.                                                                         |
| Перемога       | Тіагу Сантус              | Рішення суддів (розділене)            | 5     | 5:00 | 6 липня 2019      | Лас-Вегас, Невада, США         | UFC 239 — Jones vs. Santos        | Захистив титул чемпіона в напівважкій ваговій категорії.                                                                         |
| Перемога       | Ентоні Сміт               | Рішення суддів (одностайне)           | 5     | 5:00 | 2 березня 2019    | Лас-Вегас, Невада, США         | UFC 235 — Jones vs. Smith         | Захистив титул чемпіона в напівважкій ваговій категорії.                                                                         |
| Перемога       | Александер Густафссон     | Нокаут (удари руками)                 | 3     | 2:02 | 29 грудня 2018    | Інглвуд, Каліфорнія, США       | UFC 232 — Jones vs. Gustafsson 2  | Виграв титул чемпіона в напівважкій ваговій категорії.                                                                           |
| Бій скасований | Даніель Корм'є            |                                       | 3     | 3:01 | 29 липня 2017     | Анагайм, Каліфорнія, США       | UFC 214 — Cormier vs. Jones 2     | Спочатку перемога Джонса нокаутом. Пізніше через провал Джонсом допінг-тесту результат був скасований і титул повернений Корм'є. |
| Перемога       | Овінс Сен-Прю             | Рішення суддів (одностайне)           | 5     | 5:00 | 3 січня 2015      | Лас-Вегас, Невада, США         | UFC 197 — Jones vs. St. Preux     | Виграв тимчасовий титул чемпіона в напівважкій ваговій категорії.                                                                |
| Перемога       | Даніель Корм'є            | Рішення суддів (одностайне)           | 5     | 5:00 | 3 січня 2015      | Лас-Вегас, Невада, США         | UFC 182 — Jones vs. Cormier       | Захистив титул чемпіона в напівважкій ваговій категорії.                                                                         |
| Перемога       | Гловер Тейшейра           | Рішення суддів (одностайне)           | 5     | 5:00 | 26 квітня 2014    | Балтимор, Меріленд, США        | UFC 172 — Jones vs. Teixeira      | Захистив титул чемпіона в напівважкій ваговій категорії.                                                                         |
| Перемога       | Александер Ґустафссон     | Рішення суддів (одностайне)           | 5     | 5:00 | 21 вересня 2013   | Торонто, Онтаріо, Канада       | «UFC 165»                         | Захистив титул чемпіона в напівважкій ваговій категорії. Нагороджений премією «Бій вечора».                                      |
| Перемога       | Чейл Соннен               | Технічний нокаут (удари ліктями)      | 1     | 4:33 | 27 квітня 2013    | Ньюарк, Нью-Джерсі, США        | «UFC 159»                         | Захистив титул чемпіона в напівважкій ваговій категорії.                                                                         |
| Перемога       | Вітор Белфорт             | Підкорення (больовий прийом на руку)  | 4     | 0:54 | 22 вересня 2012   | Торонто, Онтаріо, Канада       | «UFC 152»                         | Захистив титул чемпіона в напівважкій ваговій категорії. Нагороджений премією «Підкорення вечора».                               |
| Перемога       | Рашад Еванс               | Рішення суддів (одностайне)           | 5     | 5:00 | 21 квітня 2012    | Атланта, Джорджія, США         | «UFC 145»                         | Захистив титул чемпіона в напівважкій ваговій категорії.                                                                         |
| Перемога       | Ліото Мачіда              | Технічне підкорення (удушення руками) | 2     | 4:26 | 10 грудня 2011    | Торонто, Онтаріо, Канада       | «UFC 140»                         | Захистив титул чемпіона в напівважкій ваговій категорії. Нагороджений премією «Бій вечора».                                      |
| Перемога       | Куінтон Джексон           | Підкорення (удушення руками)          | 4     | 1:14 | 24 вересня 2011   | Денвер, Колорадо, США          | «UFC 135»                         | Захистив титул чемпіона в напівважкій ваговій категорії. Нагороджений премією «Бій вечора».                                      |
| Перемога       | Маурісіу Руа              | Технічний нокаут (удар коліном)       | 3     | 2:37 | 19 березня 2011   | Ньюарк, Нью-Джерсі, США        | «UFC 128»                         | Виграв титул чемпіона в напівважкій ваговій категорії.                                                                           |
| Перемога       | Раян Бейдер               | Підкорення (удушення руками)          | 2     | 4:20 | 5 лютого 2011     | Лас-Вегас, Невада, США         | «UFC 126»                         | Нагороджений премією «Підкорення вечора».                                                                                        |
| Перемога       | Володимир Матюшенко       | Технічний нокаут (удари ліктями)      | 1     | 1:52 | 1 серпня 2010     | Сан-Дієго, Каліфорнія, США     | «UFC Live: Jones vs. Matyushenko» | |
| Перемога       | Брендон Вера              | Технічний нокаут (удари ліктями)      | 1     | 3:19 | 21 березня 2010   | Брумфілд, Колорадо, США        | «UFC Live: Vera vs. Jones»        | Нагороджений премією «Нокаут вечора».                                                                                            |
| Поразка        | Метт Хемілл               | Дискваліфікація (заборонений удар)    | 1     | 4:11 | 5 грудня 2009     | Лас-Вегас, Невада, США         | «The Ultimate Fighter 10 Finale»  | |
| Перемога       | Джейк О'Брайан            | Підкорення (удушення руками)          | 2     | 2:43 | 11 липня 2009     | Лас-Вегас, Невада, США         | «UFC 100»                         | |
| Перемога       | Стефан Боннар             | Рішення суддів (одностайне)           | 3     | 5:00 | 31 січня 2009     | Лас-Вегас, Невада, США         | «UFC 94»                          | |
| Перемога       | Андре Ґусман              | Рішення суддів (одностайне)           | 3     | 5:00 | 9 серпня 2008     | Міннеаполіс, Міннесота, США    | «UFC 87»                          | |
| Перемога       | Мойсей Ґабін              | Технічний нокаут (удари кулаками)     | 2     | 1:58 | 12 липня 2008     | Атлантик-Сіті, Нью-Джерсі, США | «Battle Cage Xtreme 5»            | |
| Перемога       | Паркер Портер             | Нокаут (удар кулаком)                 | 1     | 0:36 | 20 червня 2008    | Вілмінгтон, Массачусетс, США   | «World Championship Fighting 3»   | |
| Перемога       | Райан Верретт             | Технічний нокаут (удари кулаками)     | 1     | 2:58 | 9 травня 2008     | Ледьярд, Коннектикут, США      | «USFL: War in the Woods 3»        | |
| Перемога       | Ентоні Піна               | Підкорення (удушення руками)          | 1     | 1:15 | 25 квітня 2008    | Вустер, Массачусетс, США       | «Ice Fighter»                     | |
| Перемога       | Карлус Едуарду            | Нокаут (удар кулаком)                 | 3     | 0:24 | 19 квітня 2008    | Атлантик-Сіті, Нью-Джерсі, США | «Battle Cage Xtreme 4»            | |
| Перемога       | Бред Бернар               | Технічний нокаут (удари кулаками)     | 1     | 1:32 | 12 квітня 2008    | Фоксборо, Массачусетс, США     | «FFP: Untamed 20»                 | |